# Șumîna, Starîi Sambir
Șumîna (în ucraineană Шумина) este un sat în comuna Murovane din raionul Starîi Sambir, regiunea Liov, Ucraina.

## Demografie
Componența lingvistică a localității Șumîna
     Ucraineană (99,51%)
     Alte limbi (0,49%)
Conform recensământului din 2001, majoritatea populației localității Șumîna era vorbitoare de ucraineană (99,51%), existând în minoritate și vorbitori de alte limbi.